# Арт-Поле
Арт-Поле або АртПоле — музично-мистецький фестиваль, що відбувався в середині липня щорічно з 2009 по 2013 роки. Організатором була однойменна мистецька агенція. Місце проведення фестивалю змінювалося. «Арт-Поле» виникло як наступник фестивалю «Шешори» (2003-2008).

## Учасники за роком

### 2009
Воробіївка, Вінницька область (12-18 липня): Ark Project (США-Україна), Улица (Росія), Port Mone (Білорусь), Vexlarsky Orchestra (Київ), Piss&Laugh (Київ), МАРТОВІ (Вінниця), Очерет Джем Фест (Поділля), Звучі Дочі (Київ), Čači Vorba (Польща-Україна), Paramisara (Чехія), Оркестр св. Миколая (Польща), Татош Банда (Львів), Пропала Грамота (Кам'янець), Пакава Ить (Росія), DJ Click Live Band (Франція-Велика Британія-Румунія), Télamuré (Італія-Франція), НагУаль (Білорусь), Boot (Швеція), Ghymes (Словаччина), Перкалаба (Івано-Франківськ), Подільське подвір'я (Вінниччина)

### 2010
Куяльницький лиман, Одеська область (12-18 липня): Wa-Da-Da (Польща), Бадьян Сауна Сістем (Київ), Zira (Одеса), Ойра&Кириченко (Харків), Kapela Kvety (Чехія), Gurzuf (Білорусь), Port Mone (Білорусь), Atlantida (Росія), Sedaa (Монголія-Німеччина), Village Kollektiv (Польща), ДахаБраха (Київ), Маланка Оркестр (Білорусь), Tatosh Banda (Львів), Piss&Laugh (Київ), Di Grine Kuzine (Німеччина), Бадьян Сауна Систем (Київ), Сузір'я (Одеса), Fatima Spar (Австрія), Gattamolesta (Італія), Перкалаба (Івано-Франківськ)

### 2011
Кузня Уніж, Івано-Франківська область (12-16 липня): Зелені сестри (Тернопіль), Feloche (Франція), Перформанс Билина, Зіра + Бадьян СС, DVA (Чехія), ДахаБраха + Port Mone (Україна-Білорусь), Trio VD (Велика Британія), КораЛЛі (Івано-Франківськ), Уляна Горбачевська, проєкт «Солоспіви», Пропала Грамота (Кам'янець), Besh'o'droM (Угорщина), Фолькнери (Київ), Village Kollektiv (Польща), Гайдамаки (Київ), Капела Бай (Карпати), Джезаїр (Крим), Перемітка (Покуття), Wild Marmalade (Австралія), ДахаБраха (Київ), Перкалаба (Івано-Франківськ)

### 2012
Кузня Уніж, Івано-Франківська область (12-16 липня).

### 2013
Кузня Уніж, Івано-Франківська область (липень).